# San Antonio, Jujuy
San Antonio är en kommunhuvudort i Argentina.   Den ligger i provinsen Jujuy, i den norra delen av landet, 1 300 km nordväst om huvudstaden Buenos Aires. San Antonio ligger 1 350 meter över havet och antalet invånare är 3 698.
Terrängen runt San Antonio är varierad, och sluttar österut. Runt San Antonio är det ganska tätbefolkat, med 104 invånare per kvadratkilometer.. Närmaste större samhälle är San Salvador de Jujuy, 19,6 km norr om San Antonio. 
I omgivningarna runt San Antonio växer i huvudsak lövfällande lövskog.